# Columbo: Alter schützt vor Morden nicht
Alter schützt vor Morden nicht (Originaltitel: Try and Catch Me, Alternativtitel: Rache ist bitter) ist eine erstmals auf NBC gesendete Episode der Kriminalfilm-Reihe Columbo aus dem Jahr 1977. Die deutschsprachige Erstausstrahlung der ersten Folge der siebenten Staffel folgte 1980 im Deutschen Fernsehen. Die US-amerikanische Schauspielerin Ruth Gordon verkörpert als Schriftstellerin Abigail Mitchell die Gegenspielerin von Inspektor Columbo, dargestellt von Peter Falk.

## Handlung

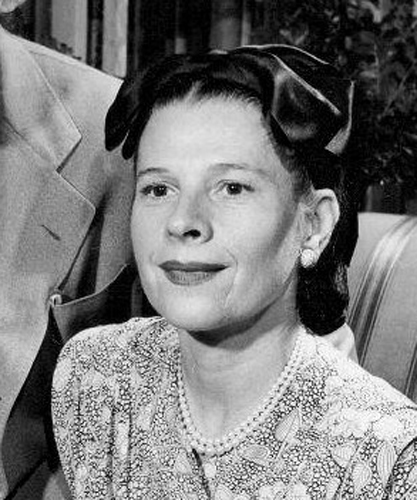
Ruth Gordon spielte als Krimiautorin Abigail Mitchell die Mörderin

Abigail Mitchell ist eine berühmte Krimiautorin. Sie hat den Tod ihrer Nichte Phyllis noch nicht überwunden, die bei einem tragischen Bootsunfall ums Leben kam. Obwohl die offiziellen Ermittlungen zu keinem eindeutigen Ergebnis führten, macht Mitchell Edmund Galvin, den Mann ihrer Nichte, für das Unglück verantwortlich. Am Abend vor der Abreise zu einem Theaterbesuch in New York City trifft sie sich mit Galvin und dem Anwalt Martin Hammond in ihrem Haus. Mitchell und Galvin unterzeichnen ein Testament, in dem sie sich gegenseitig als Alleinerben einsetzen. Danach überredet sie ihren angeheirateten Neffen, die Abfahrt mit seinem Wagen nur vorzutäuschen und über den Hintereingang wieder zurückzukehren. Unter vier Augen möchte sie ihm die geheime Zahlenkombination für den begehbaren Tresor mitteilen. Nachdem Mitchell alle Anwesenden unter einem Vorwand anderweitig beschäftigt hat, lockt sie Galvin in den schall- und luftdichten Tresorraum, um ihn dort einzuschließen. Als Hammond zurückkehrt, bemerkt sie gerade noch rechtzeitig, dass Galvin seine Autoschlüssel auf dem Schreibtisch liegen gelassen hat. In Eile vergräbt sie die Schlüssel in einem mit Sand gefüllten Aschenbecher in der Eingangshalle, bevor sie den Weg zum Flughafen antritt.
Am nächsten Morgen öffnet Mitchells Sekretärin Veronica den Safe und findet Galvins Leiche. Da die Alarmanlage aktiviert war und nicht von innen abgeschaltet werden kann, glaubt der herbeigerufene Columbo nicht an einen Unfall. Er befragt Mitchell, die inzwischen benachrichtigt worden und vorzeitig von ihrer Reise zurückgekehrt ist. Angeblich hat sie vergessen, den Alarm einzuschalten, und die Haushälterin Annie vom Flughafen aus per Anruf gebeten, dies nachzuholen. Ihre Erklärung, Galvin müsse sich zu diesem Zeitpunkt bereits im Tresorraum aufgehalten und in Panik die Tür selbst zugezogen haben, erscheint zunächst plausibel. Weitere Spuren in der unmittelbaren Umgebung des Toten wie abgebrannte Streichhölzer, ein auf dem Boden verteiltes Manuskript des Buches The Night I Was Murdered, zwei Papierschnipsel mit abgerissenen Kanten sowie schwarze Farbe an Galvins Gürtelschnalle sorgen jedoch für Verwirrung. Zudem bleiben Galvins Autoschlüssel unauffindbar, was Mitchell veranlasst, den Aschenbecher erfolglos zu durchwühlen. Annie erklärt, dass sie die Schlüssel beim Säubern gefunden und Veronica ausgehändigt hat.
Am darauffolgenden Tag wird Mitchell von ihrer Sekretärin erpresst. Im Wissen um den begangenen Mord fordert Veronica eine Gehaltserhöhung. Außerdem verlangt sie, ihre Vorgesetzte auf einer bevorstehenden Kreuzfahrt zu begleiten. Mitchell geht darauf ein und möchte sich am Hafen des wiedererlangten belastenden Beweisstückes endgültig entledigen. Columbo geht allerdings zufällig in der Nähe spazieren und hält sie davon ab. Notgedrungen behauptet sie, die Autoschlüssel in einem Blumenbeet vor ihrem Haus entdeckt zu haben. Galvin müsse sie dort bei seiner Rückkehr versehentlich fallen gelassen haben. Als Mitchell an Bord des Kreuzfahrtschiffes eine Abschiedsfeier für den engeren Freundeskreis gibt, erscheint der Inspektor mit einer Vorladung in ihrer Kabine. Anhand von vergrößerten Polizeifotos weist er nach, dass die Schlüssel nicht am angegebenen Fundort lagen. Auch ihr Anwalt Hammond kann nicht verhindern, dass Mitchell unter Hausarrest gestellt wird.
Columbo kehrt mit Mitchell zum Tatort zurück. In der Überzeugung, das eingeschlossene Opfer müsse einen nicht sofort ersichtlichen Hinweis auf seinen Mörder hinterlassen haben, widmet er sich erneut den rätselhaften Spuren. Die schwarzen Farbreste führen ihn zu einem Stapel Schließfächer, an denen sich auffällige Kratzer befinden. Neu angeordnet zeigen die Behälter einen nach oben weisenden Pfeil. Daraufhin untersucht der Inspektor die Fassung der defekten Deckenleuchte im Tresorraum. Er findet einen zusammengefalteten Papierstreifen, der exakt zu den beiden Schnipseln passt und von der Titelseite des Manuskriptes stammt. Mithilfe eines benutzten Streichholzes wurden die ersten beiden Wörter durchgestrichen. Zusammen mit dem ebenfalls auf dem Blatt befindlichen Namen der Autorin ist die Botschaft des verzweifelten Opfers eindeutig: „I Was Murdered by Abigail Mitchell“. Aufgrund dieses Beweises gesteht die Verdächtige die Tat. Sie bittet Columbo anschließend vergeblich, wegen der nachvollziehbaren Beweggründe von einer Verhaftung abzusehen.

## Besetzung und Synchronisation
Die deutschsprachige Synchronfassung entstand im Jahr 1980 bei der Studio Hamburg Synchron.
| Figur              | Darsteller            | Deutscher Sprecher |
| ------------------ | --------------------- | ------------------ |
| Lieutenant Columbo | Peter Falk            | Klaus Schwarzkopf  |
| Gaststars          |                       |                    |
| Abigail Mitchell   | Ruth Gordon           | Alice Treff        |
| Veronica           | Mariette Hartley      |                    |
| Martin Hammond     | G. D. Spradlin        | Paul Edwin Roth    |
| Edmund Galvin      | Charles Frank         | Dieter B. Gerlach  |
| Weitere Darsteller |                       |                    |
| Annie              | Mary Jackson          | Karin Lieneweg     |
| Sergeant Burke     | Jerome Guardino       |                    |
| Tanzlehrerin       | Marie Silva-Alexander |                    |

## Rezeption
Die Fernsehzeitschrift TV Spielfilm vergab eine positive Wertung (Daumen hoch): „Columbo-Klassiker, literarisch raffiniert. […] Das Logikduell zwischen Falk und „Harold und Maude“-Star Ruth Gordon zählt zu den Highlights der Reihe.“
Der Autor Michael Striss wertete mit vier von vier Sternen (Höhepunkt). Er stellte insbesondere die beiden Hauptdarsteller heraus: „Mit diesem Höhepunkt hat die Serie endgültig die Krise der sechsten Staffel überwunden. Von einem ausgezeichneten Drehbuch bis hin zu der passenden Musik von Patrick Williams, die sich deutlich von dem sonstigen Einerlei abhebt, stimmt hier alles. Da lässt sich auch die Unlogik verschmerzen, mit der das Opfer sich völlig unbegründet zu einer Rückkehr in Abigails Haus überreden lässt, um die Tresorkombination zu erfahren, die sie ihm auch direkt hätte mitteilen können. […] Die größte Stärke liegt jedoch in der überragenden Darstellungskunst von Ruth Gordon. Die große kleine Schauspielerin wird häufig nur auf ihre Altersrollen […] reduziert. […] Es ist faszinierend anzuschauen, wie die damals 81-Jährige als wieselflinkes Energiebündel die Szene beherrscht oder am Schluss Columbos Ausführungen mit bissig-bösen Kommentaren versieht. […] Zu den Höhepunkten zählt ebenso eine Stegreifrede Columbos, in der er vor Publikum fast philosophische Gedanken über seine Arbeit äußert. Die Freuden seines Dienstes werden aber auch direkt vor Augen geführt, als sich der Inspektor plötzlich inmitten einer Bauchtanzgruppe wiederfindet.“
Der Autor Uwe Killing schloss sich an: „Die Schauspielerin Ruth Gordon, berühmt geworden durch die schwarze Komödie Harold and Maude, zeigt in der Rolle der quirligen, wortgewandten Mörderin eine famose Leistung.“
Der Autor Mark Dawidziak ergänzte: „Die achtzigjährige Ruth Gordon, mit Abstand älteste der Columbo-Mörder(innen), war die ideale Wahl, um eine Art amerikanische Agatha Christie zu spielen. Ihre reizende und charmante Abigail Mitchell scheint kaum eine mutmaßliche Mordverdächtige zu sein – und sie weiß es. Abigails Verstand, trainiert durch jahrelanges Schreiben von Krimis, ist so scharf wie eh und je, und das macht sie zu einer mehr als würdigen Gegnerin für Inspektor Columbo. […] Gordon brachte enorme Energie und Glanz in ihre Darbietung in Alter schützt vor Morden nicht.“
Der Komponist Patrick Williams war 1978 für einen Emmy in der Kategorie Outstanding Achievement in Music Composition for a Series nominiert.